# Parmotrema gloriosum
Parmotrema gloriosum är en lavart som först beskrevs av Kurok., och fick sitt nu gällande namn av Streimann. Parmotrema gloriosum ingår i släktet Parmotrema och familjen Parmeliaceae.   Inga underarter finns listade i Catalogue of Life.